# Noto International Women's Open 2011
Il Noto International Women's Open 2011 è stato un torneo professionistico di tennis femminile giocato sul cemento. È stata la 5ª edizione del torneo, che fa parte dell'ITF Women's Circuit nell'ambito dell'ITF Women's Circuit 2011. Si è giocato a Noto in Giappone dal 5 all'11 settembre 2011.

## Partecipanti

### Teste di serie
| Nazionalità   | Giocatrice              | Ranking* | Testa di serie |
| ------------- | ----------------------- | -------- | -------------- |
| Giappone      | Erika Sema              | 145      | 1              |
| Giappone      | Sachie Ishizu           | 228      | 2              |
| Cina          | Qiang Wang              | 240      | 3              |
| Giappone      | Shiho Akita             | 264      | 4              |
| Corea del Sud | Kim So-jung             | 272      | 5              |
| Thailandia    | Varatchaya Wongteanchai | 282      | 6              |
| Taipei cinese | Hsu Wen-hsin            | 290      | 7              |
| Giappone      | Erika Takao             | 291      | 8              |

- Ranking al 29 agosto 2011.

### Altre partecipanti
Giocatrici che hanno ricevuto una wild card:
- Chisa Hosonuma
- Eri Hozumi
- Asako Sato
- Kotomi Takahata

Giocatrici che sono passate dalle qualificazioni:
- Kanae Hisami
- Miharu Imanishi
- Makiho Kozawa
- Ayumi Oka
- Riko Sawayanagi
- Chihiro Takayama
- Hirono Watanabe
- Aki Yamasoto
- Mana Ayukawa (lucky loser)
- Kanami Tsuji (lucky loser)

## Campionesse

### Singolare
Tamaryn Hendler ha battuto in finale   Misa Eguchi con il punteggio di 7–6(4), 6–1

### Doppio
Kanae Hisami /  Varatchaya Wongteanchai hanno battuto in finale   Natsumi Hamamura /  Ayumi Oka con il punteggio di 1–6, 7–6(4), [14–12]